# Martina Repiská
Martina Repiská (* 21. Oktober 1995 in Zvolen) ist eine slowakische Badmintonspielerin. 

## Karriere
Martina Repiská siegte 2012 erstmals bei den slowakischen Meisterschaften den Junioren, zwei Jahre später dann auch erstmals bei den Erwachsenen. 2017 siegte sie bei den Morocco International. Bei den Weltmeisterschaften 2018 belegte sie Rang 33 im Einzel, bei den All England 2021 Rang 17. 2021 qualifizierte sie sich ebenfalls für die Olympischen Sommerspiele des gleichen Jahres, schied dort jedoch in der Vorrunde aus.

## Sportliche Erfolge
| Saison | Veranstaltung                          | Disziplin | Platz | Name                                 |
| ------ | -------------------------------------- | --------- | ----- | ------------------------------------ |
| 2008   | Slowakische Meisterschaft U13 2008     | WS        | 2     | Martina Repiská                      |
| 2008   | Slowakische Meisterschaft U13 2008     | WD        | 1     | Lenka Knappová / Martina Repiská     |
| 2008   | Slowakische Meisterschaft U13 2008     | XD        | 2     | Dávid Balucha / Martina Repiská      |
| 2008   | Slowakische Meisterschaft U15 2008     | WS        | 3     | Martina Repiská                      |
| 2009   | Slowakische Meisterschaft U15 2009     | WS        | 1     | Martina Repiská                      |
| 2009   | Slowakische Meisterschaft U15 2009     | WD        | 1     | Nikola Jurčiaková / Martina Repiská  |
| 2009   | Slowakische Meisterschaft U15 2009     | XD        | 2     | Dávid Balucha / Martina Repiská      |
| 2009   | Slowakische Juniorenmeisterschaft 2009 | WD        | 3     | Nikola Jurčiaková / Martina Repiská  |
| 2010   | Slowakische Meisterschaft U17 2010     | WD        | 3     | Martina Repiská / Nikola Jurčiaková  |
| 2010   | Slowakische Juniorenmeisterschaft 2010 | WS        | 3     | Martina Repiská                      |
| 2010   | Swiss U17 International 2010           | WS        | 3     | Martina Repiská                      |
| 2010   | Slowakische Meisterschaft U15 2010     | XD        | 1     | Dávid Balucha / Martina Repiská      |
| 2010   | Slowakische Meisterschaft U15 2010     | WD        | 1     | Martina Repiská / Lenka Knappová     |
| 2010   | Slowakische Meisterschaft U15 2010     | WS        | 1     | Martina Repiská                      |
| 2011   | Slowakische Juniorenmeisterschaft 2011 | WS        | 2     | Martina Repiská                      |
| 2011   | Slowakische Meisterschaft U17 2011     | WD        | 2     | Michaela Gerdová / Martina Repiská   |
| 2011   | Slowakische Meisterschaft U17 2011     | XD        | 3     | Dávid Balucha / Martina Repiská      |
| 2011   | Slowakische Meisterschaft U17 2011     | WS        | 1     | Martina Repiská                      |
| 2012   | Slovenia Junior International 2012     | WS        | 1     | Martina Repiská                      |
| 2012   | Slowakische Meisterschaft U17 2012     | WS        | 1     | Martina Repiská                      |
| 2012   | Slowakische Meisterschaft U17 2012     | WD        | 1     | Nikoleta Bálintová / Martina Repiská |
| 2012   | Slowakische Meisterschaft U17 2012     | XD        | 1     | Dávid Balucha / Martina Repiská      |
| 2012   | Slowakische Juniorenmeisterschaft 2012 | WD        | 3     | Martina Repiská / Andrea Machunková  |
| 2012   | Slowakische Juniorenmeisterschaft 2012 | XD        | 2     | Dávid Balucha / Martina Repiská      |
| 2012   | Lithuanian Junior International 2012   | WD        | 2     | Nikoleta Bálintová / Martina Repiská |
| 2012   | Slowakische Juniorenmeisterschaft 2012 | WS        | 1     | Martina Repiská                      |
| 2012   | Czech Junior International 2012        | WS        | 3     | Martina Repiská                      |
| 2012   | Czech Junior International 2012        | WD        | 3     | Nikoleta Bálintová / Martina Repiská |
| 2012   | Czech Junior International 2012        | XD        | 1     | Dávid Baluchaa / Martina Repiská     |
| 2012   | Lithuanian Junior International 2012   | WS        | 1     | Martina Repiská                      |
| 2012   | Slowakische Meisterschaft 2012         | WS        | 3     | Martina Repiská                      |
| 2013   | Slowakische Meisterschaft 2013         | WD        | 3     | Nikoleta Bálintová / Martina Repiská |
| 2013   | Slowakische Juniorenmeisterschaft 2013 | WD        | 1     | Nikoleta Bálintová / Martina Repiská |
| 2013   | Polish Junior International 2013       | WS        | 3     | Martina Repiská                      |
| 2013   | Hungarian Junior International 2013    | WS        | 3     | Martina Repiská                      |
| 2013   | Hungarian Junior International 2013    | XD        | 3     | Dávid Balucha / Martina Repiská      |
| 2013   | Slowakische Meisterschaft 2013         | XD        | 3     | Dávid Balucha / Martina Repiská      |
| 2013   | Slowakische Juniorenmeisterschaft 2013 | WS        | 1     | Martina Repiská                      |
| 2014   | Slowakische Juniorenmeisterschaft 2014 | WS        | 1     | Martina Repiská                      |
| 2014   | Lagos International 2014               | WS        | 2     | Martina Repiská                      |
| 2014   | Slowakische Juniorenmeisterschaft 2014 | WD        | 1     | Nikoleta Bálintová / Martina Repiská |
| 2014   | Slowakische Meisterschaft 2014         | WD        | 3     | Nikoleta Bálintová / Martina Repiská |
| 2014   | Slowakische Meisterschaft 2014         | XD        | 2     | Dávid Balucha / Martina Repiská      |
| 2014   | Slowakische Juniorenmeisterschaft 2014 | XD        | 1     | Dávid Balucha / Martina Repiská      |
| 2014   | Lagos International 2014               | WD        | 3     | Jana Čižnárová / Martina Repiská     |
| 2014   | Slowakische Meisterschaft 2014         | WS        | 1     | Martina Repiská                      |
| 2015   | Slovak International 2015              | WS        | 3     | Martina Repiská                      |
| 2015   | Slowakische Meisterschaft 2015         | WS        | 1     | Martina Repiská                      |
| 2016   | Slowakische Meisterschaft 2016         | WD        | 3     | Martina Repiská / Angelika Vargová   |
| 2016   | Slowakische Meisterschaft 2016         | WS        | 1     | Martina Repiská                      |
| 2017   | Slowakische Meisterschaft 2017         | WS        | 1     | Martina Repiská                      |
| 2017   | Morocco International 2017             | WS        | 1     | Martina Repiská                      |
| 2017   | Morocco International 2017             | XD        | 1     | Milan Dratva / Martina Repiská       |
| 2018   | Weltmeisterschaft 2018                 | WS        | 33    | Martina Repiská                      |
| 2018   | Slowakische Meisterschaft 2018         | WS        | 1     | Martina Repiská                      |
| 2019   | Slowakische Meisterschaft 2019         | WS        | 2     | Martina Repiská                      |
| 2021   | All England 2021                       | WS        | 17    | Martina Repiská                      |
| 2021   | Olympische Spiele 2020                 | WS        | 15    | Martina Repiská                      |